# Morawica (Sainte-Croix)
Morawica est un village de la voïvodie de Sainte-Croix et du powiat de Kielce. Il est le siège de la gmina de Morawica et compte 1 576 habitants.